# Louis Abit
Louis Emile Abit (* 19. August 1886 in Troyes; † 10. März 1976 in Harcourt) war ein französischer Autorennfahrer.

## Karriere als Rennfahrer
Von Louis Abit sind drei Einsätze bei 24-Stunden-Rennen in den 1920er- und 1930er-Jahren bekannt. Gemeinsam mit Charles Duverger startete auf einem Werks-Ravel 9CV beim 24-Stunden-Rennen von Le Mans 1926. Da das Duo die vorgeschriebene Mindestdistanz für das erste Rennviertel nicht erreichte, wurde das Fahrzeug noch während des Rennens disqualifiziert. Beim 24-Stunden-Rennen von Spa-Francorchamps desselben Jahres erreichte er mit Pierre Rey als Teampartner den 17. Gesamtrang. Ein weiterer Einsatz beim Rennen in Spa endete 1933 mit einem Ausfall.

## Statistik

### Le-Mans-Ergebnisse
| Jahr | Team                       | Fahrzeug  | Teamkollege      | Platzierung     | Ausfallgrund |
| ---- | -------------------------- | --------- | ---------------- | --------------- | ------------ |
| 1926 | Automobiles Louis Ravel SA | Ravel 9CV | Charles Duverger | Disqualifiziert |              |